# Harpiste

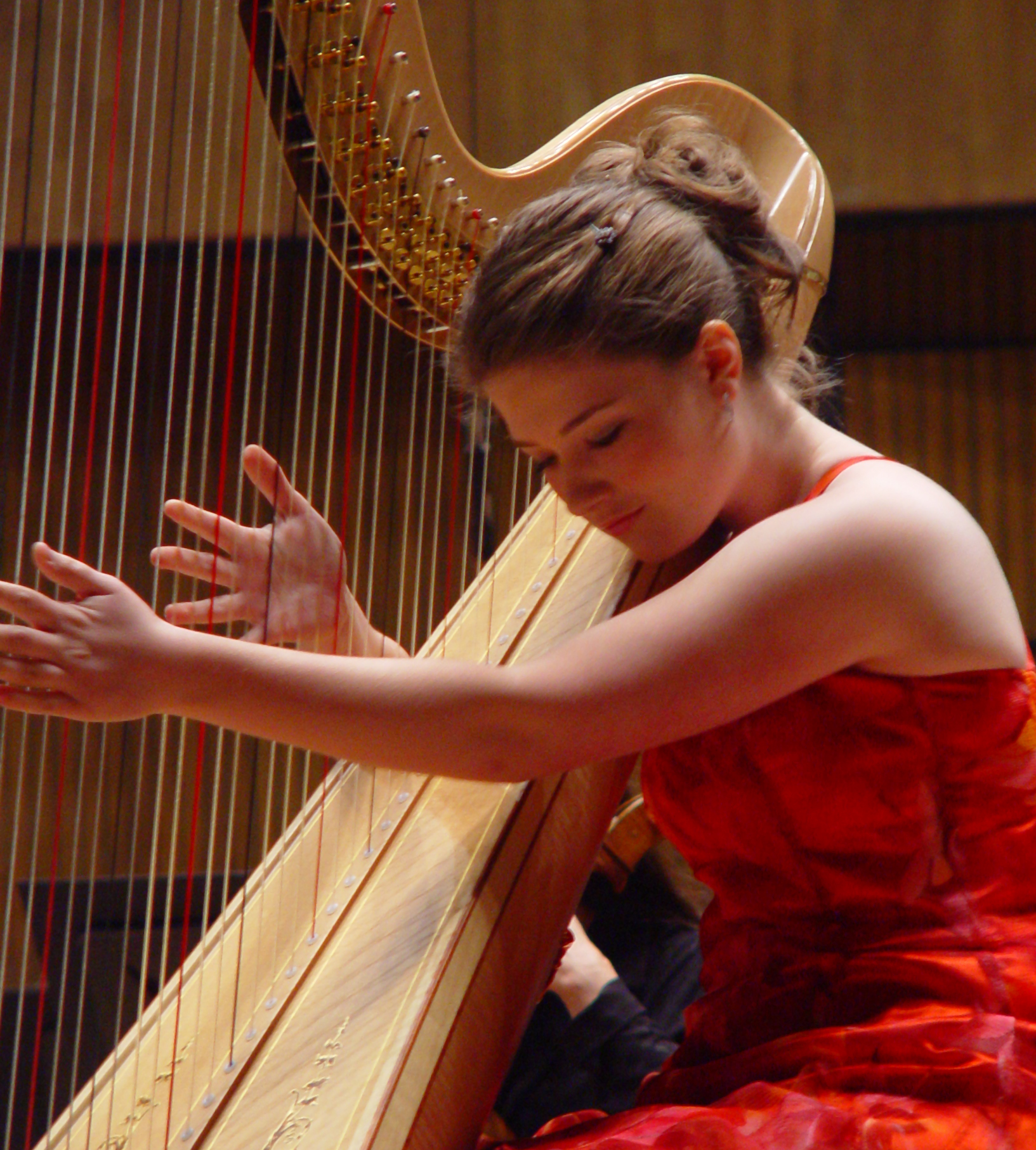
La harpiste Emily Levin.

Un harpiste est un musicien qui joue de la harpe.

## Liminaire
Il existe plusieurs catégories de harpistes : harpiste celtique, harpiste sud-américain, harpiste africain, harpiste de jazz. En Irlande, la harpe était réservée aux hommes, qui ne s'appelaient pas harpistes mais harpeurs, ce qui donna naissance à la phrase : « Pour être heureux, un Irlandais doit avoir une belle femme, un coussin bien moelleux et une harpe ». 

## Quelques harpistes
- Nicolas Bochsa[1]
- Frédérique Cambreling[2]
- Clotilde Cerdà i Bosch
- Emmanuel Ceysson
- Alice Chalifoux
- Annie Challan[3]
- Alexandre Croisez[4]
- Osian Ellis[5]
- Bernard Galais[6]
- Lucie Gascon
- Anaïs Gaudemard
- Jules Godefroid[7]
- Félix Godefroid[7]
- Marcel Grandjany[8]
- Alphonse Hasselmans[9],[10]
- Marie-Claire Jamet[11]
- Pierre Jamet[11]
- Valeria Kafelnikov
- Micheline Kahn[12]
- Théodore Labarre[13]
- Marie-Pierre Langlamet[14]
- Lily Laskine[15]
- Anneleen Lenaerts
- Susann McDonald
- Xavier de Maistre[16]
- Harpo Marx (l'un des Marx Brothers)[17]
- Catherine Michel[18]
- Susanna Mildonian[19]
- Rossitza Milevska
- Valérie Milot
- Rose Mooney
- Isabelle Moretti[20]

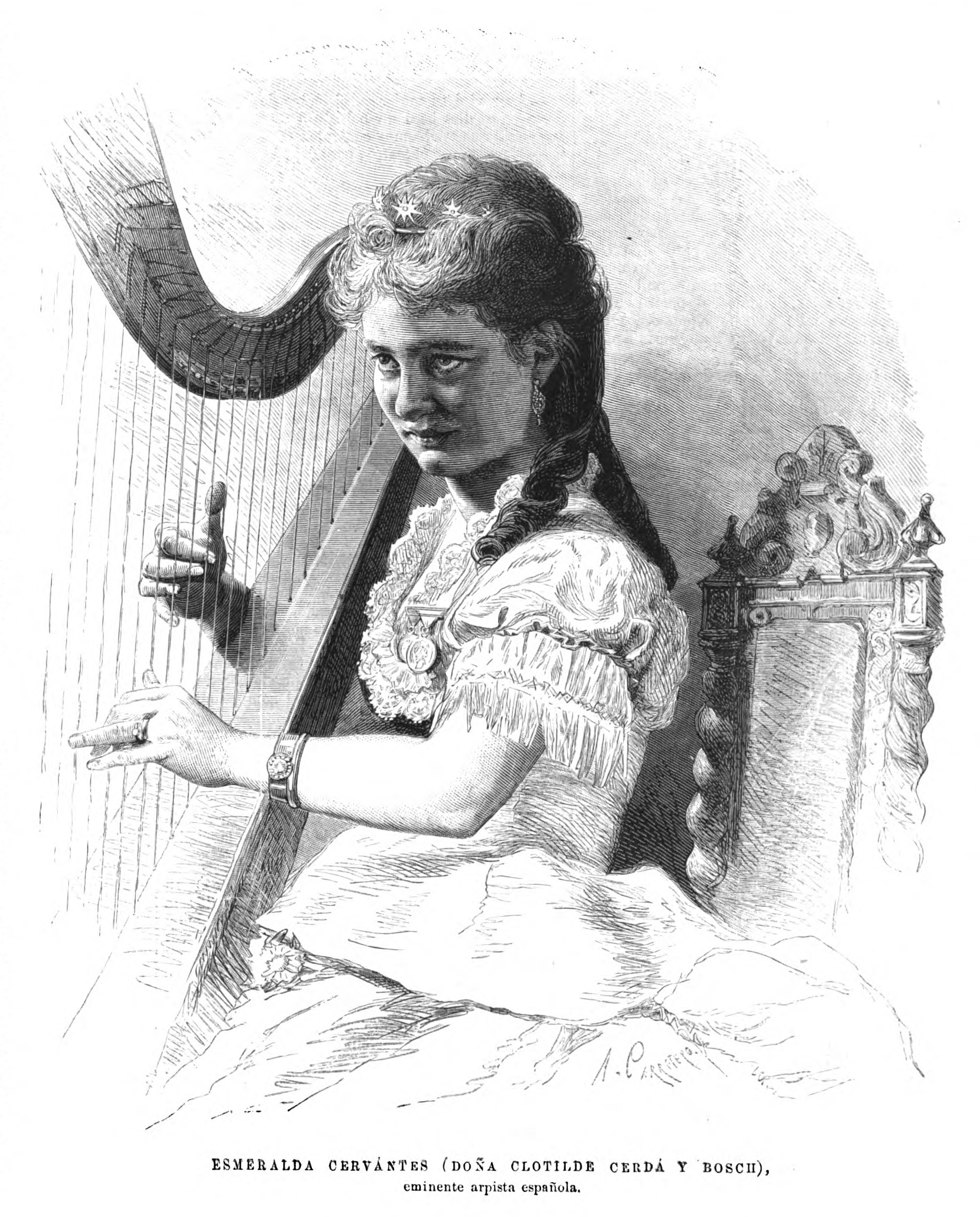
Clotilde Cerdà i Bosch (1861-1928).

- François-Joseph Naderman[21]
- Marielle Nordmann[22]
- Elias Parish Alvars
- Fabrice Pierre
- Francis Pierre[23]
- Christina Pluhar
- Henriette Renié[24]
- Marisa Robles[25]
- Floraleda Sacchi
- Alisa Sadikova
- Carlos Salzedo[26]
- John Thomas
- Marcel Tournier[27]
- Nicanor Zabaleta[28]